# Min Meen Khayef (álbum)
Min Meen Khayef (en árabe: من مين خايف ‎) es el tercer álbum de estudio de Melissa que fue lanzado en el año 2013, este álbum contiene 11 canciones, una fusión de música oriental y occidental.

## Sencillos
- "Yalli Nasini" es el primer sencillo, fue lanzado en el año 2009 Es un dúo con el cantante Akon y el video está dirigido por Oliver Ojeil.
- "Law Betkoun" es el segundo sencillo, fue lanzado en el año 2012 y el video está dirigido por Fadi Haddad.
- "Sidi Mansour" fue el tercer sencillo

## Listado de pistas
| N.º | Título                        | Duración |  |
| 1.  | «Wala Yom»                    | 3:31     |  |
| 2.  | «Shou Ma Baddak»              | 3:12     |  |
| 3.  | «Sidi Mansour»                | 3:25     |  |
| 4.  | «Min Meen Khayef»             | 4:01     |  |
| 5.  | «Wein Betrouh»                | 4:55     |  |
| 6.  | «Ana Ach Aak (feat Haddaway)» | 3:53     |  |
| 7.  | «Ala Bali»                    | 3:23     |  |
| 8.  | «Law Betkoun»                 | 3:43     |  |
| 9.  | «Mannak Habibi»               | 3:32     |  |
| 10. | «Yalli Nasini (feat Akon)»    | 3:09     |  |
| 11. | «Nanana (En inglés)»          | 3:18     |  |